# Jaciment arqueològic Moundville
Moundville, també conegut com el parc arqueològic de Moundville, és un jaciment arqueològic de la cultura del Mississipi al riu Black Warrior al comtat de Hale, vora la ciutat de Tuscaloosa (Alabama). Investigacions arqueològiques extensives ha demostrat que el lloc va ser el centre polític i cerimonial centre d'una cultura del Mississipi organitzada políticament en cacicatges entre els segles XI i XVI. La part del jaciment del parc arqueològic és administrada pel Museu de la Universitat d'Alabama i engloba 75 hectàrees que apleguen 29 monticles de plataforma al voltant d'una plaça rectangular. El jaciment fou declarat Fita Històrica Nacional en 1964 i fou inclosa en el Registre Nacional de Llocs Històrics en 1966.
Moundville és el segon jaciment més gran de l'època clàssica del Mississipi Mitjà, després de Cahokia Mounds a Illinois. La cultura s'expressa en els llogarets i els cacicatges a tota la Vall Central del riu Mississipi, la baixa vall del riu Ohio i la majoria de l'àrea Mig-sud, incloent Kentucky, Tennessee, Alabama i Mississipi com a nucli de la clàssica àrea de cultura Mississipi. El parc conté un museu i un laboratori arqueològic.
Bottle Creek Indian Mounds, situat en una illa al nord del Mobile, és un altre jaciment mississipià important d'Alabama, a la costa del Golf. També ha estat designat com a Fita Nacional Històrica.

## Jaciment

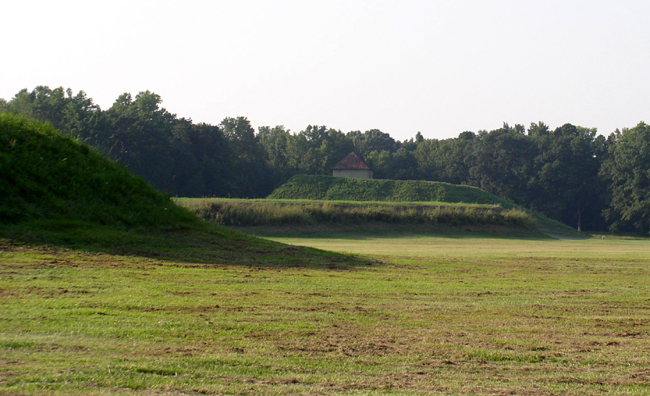
Una vista de la plaça del monticle J al monticle B, amb el monticle A al centre.

El lloc va ser ocupat pels amerindisde la cultura del Mississipi des del voltant de l'any 1000 dC al 1450 dC. Al voltant del 1150 dC van començar a erigir-se d'un centre local a un centre regional. En el seu apogeu, la comunitat va prendre la forma d'una àrea residencial i política d'uns 121 acres protegida per tres costats per un baluard de fusta en un mur de palissada, amb el costat restant protegit pel riu. El monticle de plataforma més gran està situat al límit septentrional de la plaça i es va tornant més petit cap a la dreta o cap a l'esquerra al voltant de la plaça cap al sud. Els estudiosos creuen que els clans de més alt rang van ocupar els monticles grans del nord, mentre que els monticles més petits recolzen els edificis utilitzats per a residències, cambra mortuòria, i altres propòsits. Dels dos monticles més grans en el grup, el monticle A ocupa una posició central en la gran plaça, i el monticle B es troba just al nord un monticle piramidal esglaonat de 18 metres d'alt turó amb dues rampes d'accés. Juntament amb els dos monticles, els arqueòlegs també han trobat evidències de "borrow pits", altres edificis públics, i una dotzena de cases petites construïdes de canya i palla.
Els arqueòlegs han interpretat aquest pla de la comunitat com un sociograma, una representació arquitectònica d'un ordre social basat en clans estratificats. Segons aquest model, la comunitat Moundville va ser segmentada en una varietat de diferents recintes dels clans, la posició ordenada dels quals es representa en la grandària i la disposició dels monticles de terra aparellats en tot el centre de la plaza. En 1300, el lloc era utilitzat més com un centre religiós i polític que com una ciutat residencial. Això va marcar el començament d'un declivi, i en 1500 la major part de la zona va ser abandonada.

## Poble

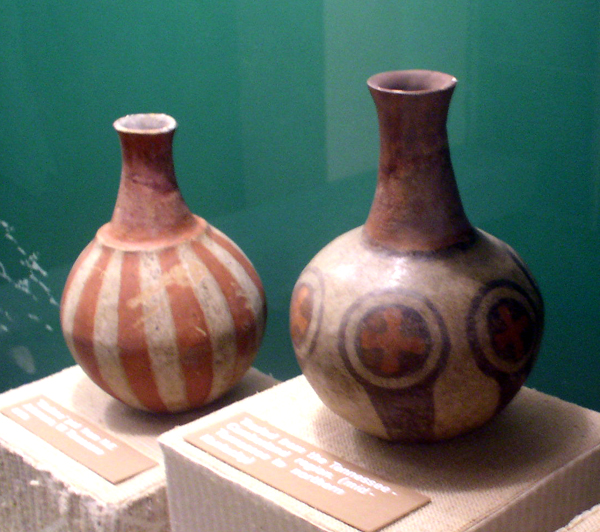
Ceràmica de la cultura del Mississipi trobada al jaciment Moundville

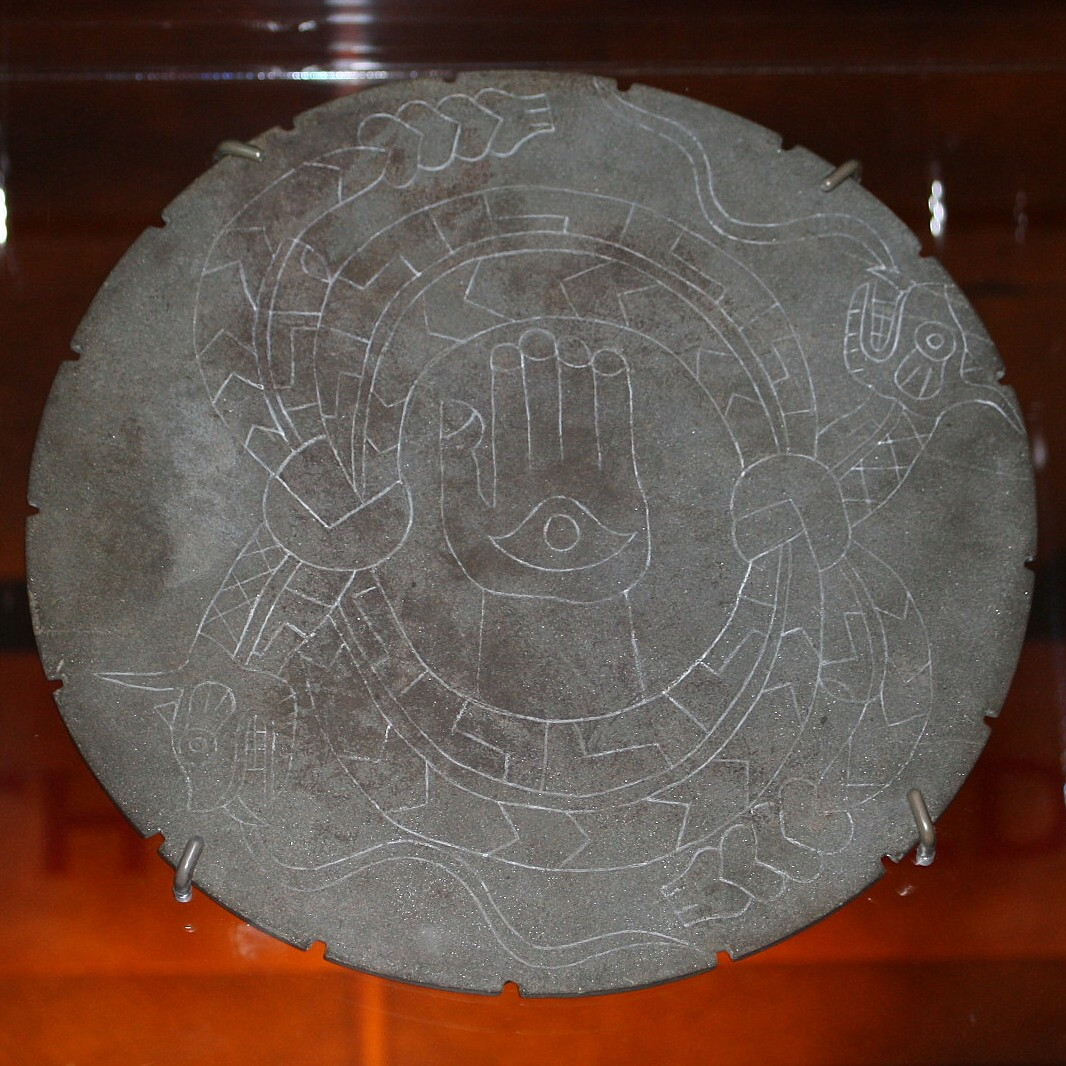
Paleta cosmètica de pedra gravada de Moundville, il·lustrada amb dues serp de cascavell banyuda, potser referint-se a la La Gran Serp del Complex Cerimonial del Sud-est

La zona dels voltants sembla haver estat molt poblada, però la gent construí relativament pocs monticles abans de 1200 dC, després de les quals es va construir l'arquitectura pública de la plaça i monticles. En el seu apogeu s'estima que la població havia estat d'un miler de persones dins dels murs, amb 10.000 persones més en el camp dels voltants. Basant-se en les troballes durant les excavacions, els residents del lloc eren experts en agricultura, especialment el conreu de blat de moro. La producció d'excedents de blat de moro va permetre als habitants el comerç d'altres béns, suportant la densitat de població, i va permetre l'especialització dels artesans. S'han excavat al jaciment quantitats extenses d'articles de luxe importats de coure, mica, galena, i petxines marines. El jaciment és conegut pels estudiosos de l'excel·lència artística dels artefactes de terrissa, pedra i coure en relleu deixat pels antics residents.

## Excavacions i interpretació

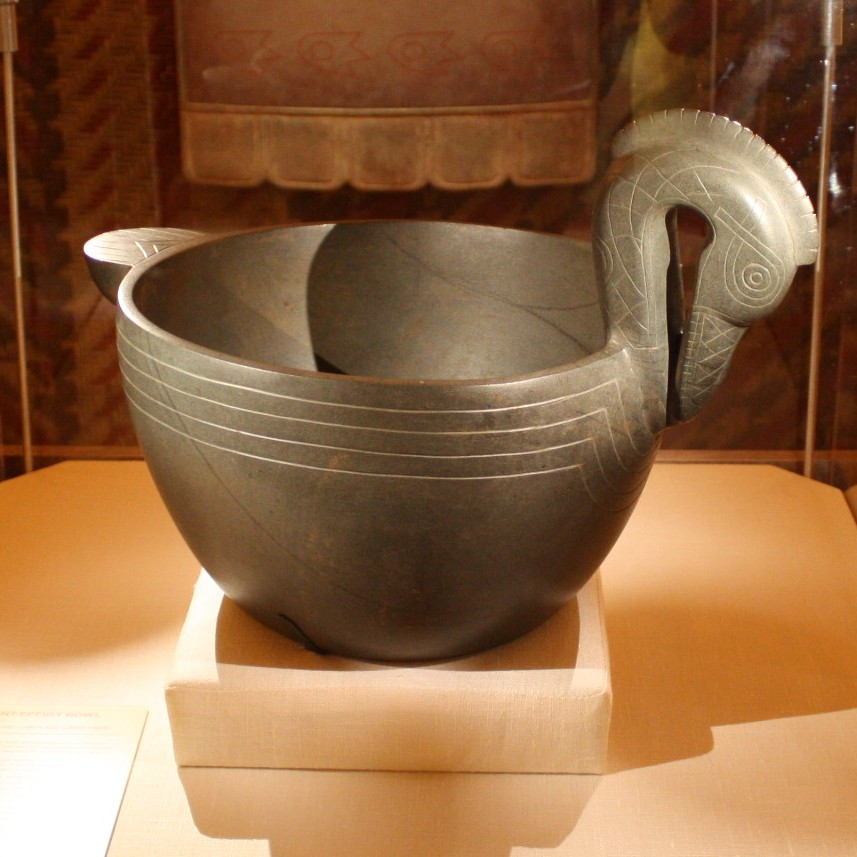
El bol de diorita del jaciment representa un ànec carolí crestat. Actualment és al Museu Arqueològic Jones cedit pel Museu Nacional de l'Indi Americà de la Smithsonian Institution des de maig de 2010.

Les primeres grans excavacions es van realitzar en 1905-1906 per Clarence Bloomfield Moore, abans de l'arqueologia s'havia convertit en una professional del camp de l'erudició. El seu treball va portar l'atenció nacional del jaciment per primera vegada i va contribuir als arqueòlegs desenvolupar el concepte del Complex Cerimonial del sud-est. Un dels seus molts descobriments ser un bol bellament tallat de diorita que representa un ànec carolí crestat. Encara que l'Estat havia mostrat poc interès en el lloc, després que va treure aquest i molts altres dels millors artefactes del jaciments, la Legislatura d'Alabama prohibí a la gent rebre qualsevol dels artefactes per part de l'Estat. Les tècniques arqueològiques van ser en general relativament dures en comparació amb els estàndards moderns, però alguns professionals han criticat Moore per les seves tècniques d'excavació, fins i tot en el seu temps.
Les primeres excavacions científiques a gran escala del lloc van començar en 1929 per Walter B. Jones, Director del Museu d'Història Natural d'Alabama, i l'arqueòleg David L. DeJarnette. Durant la dècada de 1930 va utilitzar alguns treballadors del Cos de Conservació Civil, un programa de l'administració del president Franklin Delano Roosevelt durant la Gran Depressió. El treball actual està dirigit per Jim Knight, Curador d'Arqueologia del Sud-est de la Universitat d'Alabama. Està duent a terme la investigació de camp a Moundville amb èmfasi en la reconstrucció etnohistórica.
El Museu Arqueològic Jones fou construït en la propietat del parc per a l'exhibició dels artefactes recollits en el jaciment i la interpretació dels antics pobles i cultures. La Universitat d'Alabama hi manté també un laboratori arqueològic.

### Ceràmica
Dues de les principals varietats de la ceràmica estan associats amb el jaciment Moundville. La ceràmica estil Hemphill és una ceràmica de producció local amb una tradició de gravat distintiva. L'altra varietat consisteix en atuells pintats, molts dels quals no es produeixen localment. A diferència de la ceràmica gravada, la ceràmica pintada negativa sembla haver estat utilitzada només per les elits en el jaciment Moundville; no ha estat trobada fora del jaciment.

## Geografia
El jaciment arqueològic de Moundville és en un penya-segat amb vistes a riu Black Warrior. El jaciment i altres assentaments afiliats són dins d'una part de la vall del Riu Black Warrior començant per sota de la fall line, al sud de Tuscaloosa (Alabama), i que s'estén 40 kilòmetres riu avall. Per sota de la fall line, la vall s'eixampla i les terres altes consisteixen en pujols travessats per rierols intermitents. Aquesta regió correspon a la transició entre l'altiplà de Piedmont i la Plana Costanera i abasta una gran diversitat fisiogràfica i ecològica. Ambientalment aquesta part de la vall del Black Warrior ser un ecotò que tenia característiques de flora i fauna de roure-noguera temperats, magnòlia marítima i pinedes.

## Representació als mitjans
La pel·lícula de cinema independent estatunidenca A Genesis Found (2009) fou rodada en la seva major part al jaciment arqueològic Moundville. La trama es refereix a la recerca d'un suposat esquelet anòmal vinculat a la trobada del jaciment. Compta amb una excavació dramatitzada d'una Escola de Camp de la Universitat d'Alabama. La pel·lícula també compta amb dramatitzacions d'excavacions del Cos Civil de Conservació en la dècada de 1930, així com detalls sobre alguns dels motius i imatges més populars del lloc